# Bălăceanu
Balaceanu là một xã thuộc hạt Buzău, România. Dân số thời điểm năm 2002 là 1797 người.